# Carlos Squeo
Carlos Vicente Squeo (Dock Sud, 4 giugno 1948 – 8 settembre 2019) è stato un calciatore argentino, di ruolo difensore.

## Carriera

### Giocatore

#### Club
Iniziò la sua carriera con il Racing Club con cui giocò, a più riprese, 305 partite con 34 gol. Negli intervalli, sino al 1984, giocò nel Vélez Sarsfield e nel Boca Juniors con il quale nel 1979 vinse il suo unico titolo, la Coppa Libertadores. Il resto della carriera lo ha passato con le maglie di numerose squadre: i messicani dell'Oro de Jalisco, Instituto Cordoba, Loma Negra, Belgrano, Dock Sud e Alumni de Villa Maria. Si ritirò nel 1987.

#### Nazionale
A livello internazionale ha indossato 9 volte la maglia dell'Argentina senza segnare. Ha partecipato ai Mondiali del 1974 giocando 2 partite.

### Allenatore
Dopo aver fatto l'assistente allenatore dell'ex compagno di Nazionale Brindisi, il 27 luglio 2010 è diventato allenatore del River Plate dell'Ecuador.